# تيار الاندفاع

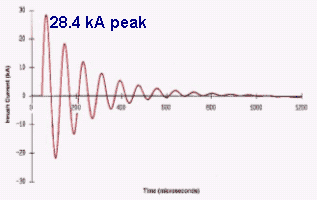

تيار الاندفاع هو تيار يظهر في بداية تشغيل المحولات أو المحركات، ويمتاز هذا التيار بارتفاع قيمته حيث يبلغ مقداره (5-7) اضعاف التيار الطبيعي (المستقر) ويمتاز بانه ينتهي سريعا حيث انه في اغلب المحولات لا يتعدى الثانية ويمتاز بارتفاع نسبة التوافقيات وخصوصا التوافقية الثانية حيث تبلغ نسبة التوافقية الثانية بنسبة (40-50)% من هذا التيار .

خطورة هذا التيار تكمن في الفصل الخاطئ لأجهزة الوقاية نتيجة لارتفاع هذا التيار، أو الفصل الخاطئ لاجهزة الوقاية التفاضلية وذلك بسبب ان التيارات الاندفاعية لا تمر الا في الملف الابتدائي للمحول فالتيار الداخل للاجهزه التفاضلية سيختلف عن التيار الخارج منها ويؤدي إلى الفصل الخاطئ.

يتم تجنب الفصل الخاطئ بسبب التيار الاندفاعي باكثر من طريقه ومنها:

•	تعطيل اجهزة الوقاية إلى حين انتهاء فترة التيار الاندفاعي .

•	استخدام أجهزة تتحسس التوافقيات حيث إذا بلغت نسبة التوافقية الثانية أكثر من 40% من التيار فهذا يعني تيار اندفاع فلا يتم الفصل .

## روابط خارجية
- Ametherm Inrush Current Frequently Asked Questions
- IEC 61000–4–30, Electromagnetic Compatibility (EMC) – Testing and measurement techniques – Power quality measurement methods, Published by The International Electrotechnical Commission, 2003.